# Municipio de Partridge (Minnesota)
El municipio de Partridge (en inglés: Partridge Township) es un municipio ubicado en el condado de Pine en el estado estadounidense de Minnesota. En el año 2010 tenía una población de 639 habitantes y una densidad poblacional de 7,08 personas por km².

## Geografía
El municipio de Partridge se encuentra ubicado en las coordenadas 46°12′28″N 92°44′17″O / 46.20778, -92.73806. Según la Oficina del Censo de los Estados Unidos, el municipio tiene una superficie total de 90.29 km², de la cual 90,24 km² corresponden a tierra firme y (0,05 %) 0,05 km² es agua.

## Demografía
Según el censo de 2010, había 639 personas residiendo en el municipio de Partridge. La densidad de población era de 7,08 hab./km². De los 639 habitantes, el municipio de Partridge estaba compuesto por el 96,24 % blancos, el 0,31 % eran afroamericanos, el 1,1 % eran amerindios, el 0,47 % eran asiáticos y el 1,88 % eran de una mezcla de razas. Del total de la población el 1,1 % eran hispanos o latinos de cualquier raza.